# Ви Сабверса
Фрэнсис Соколов (англ. Frances Sokolov; 20 июня 1935 — 19 февраля 2016), более известная под псевдонимом Ви Сабверса (англ. Vi Subversa) — британская певица, музыкант, гитаристка и основатель анархо-панк-группы Poison Girls.

## Ранняя жизнь
Происходила из ашкеназской семьи. В конце 1950-х годов два года провела в Израиле, подрабатывая у изготовителя керамической посуды Нехемии Азаза в Беэр-Шева, прежде чем вернулась в Великобританию. Имела двоих детей: Пита Фендера (англ. Pete Fender, урожд. Дэниел Самсон, 1964) и Джема Стоуна (англ. Gem Stone, урожд. Джемма Самсон, 1967). Оба являлись участниками таких панк-групп, как Fatal Microbes и Rubella Ballet.

## Карьера
Первое публичное выступление Ви Сабверсы состоялось в 1975 году во время выступления группы The Body Show в Университете Сассекса.
В 1979 году, в возрасте 44 лет, Сабверса выпустила свой первый сингл в составе Poison Girls. В текстах её песен преобладало крайне радикальное феминистское панк-настроение.
Снялась в документальном фильме «Она-панк-рокер» (англ. She's a Punk Rocker UK).
Последним музыкальным проектом Сабверсы было кабаре-трио Vi Subversa’s Naughty Thoughts, которое она создала вместе с Майклом Коатсом и Джуди Бейли. Последнее живое выступление она отыграла вместе со своим проектом 5 декабря 2015 года в брайтонском магазине Green Door Store в присутствии группы The Cravats.
19 февраля 2016 года сын музыкантши, Пит, сообщил на Facebook о смерти матери после непродолжительной болезни.